# Eleccions a l'alcaldia d'Osaka de 2019
Les eleccions a alcalde d'Osaka de 2019 (2019年大阪市長選挙, 2019-nen Ōsaka shichō senkyo) es van celebrar el 7 d'abril de 2019 per tal d'elegir a l'alcalde d'Osaka pel període 2019-2023. Només hi hagueren dos candidats: Ichirō Matsui, ex-governador d'Osaka i membre del governant Partit de la Restauració d'Osaka i el candidat opositor, Akira Yanagimoto, ex-conseller de la cambra legislativa d'Osaka i amb el suport de la resta de partits presents a l'assemblea.
El tema principal de les eleccions va ser el projecte metropolità d'Osaka defés pel candidat Matsui i el PRO i la possibilitat de fer un segon referèndum com el de 2015. També va ser un tema discutit l'organització de l'Exposició Universal de 2025, que es preveu ser celebrada a l'illa de Yumeshima, Konohana.
El guanyador de la contesa electoral per una diferència de vora 200.000 vots va ser n'Ichirô Matsui, qui esdevingué el 21é alcalde d'Osaka des de la creació del càrrec el 1898; substituint a l'alcalde Hirofumi Yoshimura, del mateix partit i que havia estat tot just elegit governador d'Osaka, substituint alhora a Ichirô Matsui.

## Antecedents
Aquestes eleccions se celebraren simultàniament amb les corresponents a governador d'Osaka, a les quals es presentà el fins llavors alcalde Hirofumi Yoshimura com a candidat del Partit de la Restauració d'Osaka (PRO). Pel mateix partit es presentà a alcalde el fins llavors governador Ichirō Matsui. Akira Yanagimoto, membre i diputat municipal del Partit Liberal Demòcrata (PLD) des de 1995 a 2015, es presentà com a candidat independent unificat de l'oposició amb el suport del PLD, els demo-budistes, el Partit Democràtic per a la Gent (PDG), a més del Partit Comunista del Japó (PCJ) i la Lliga d'Alliberament dels Buraku, sent el primer candidat de centre-dreta amb el suport d'aquests grups. Aquesta fou també la primera vegada des de feia 48 anys, el 1971, que les eleccions a governador i alcalde es realitzaven de manera simultània.
Tot va començar quan el 3 de març de 2019 el llavors governador Matsui va expressar el seu desig de tornar a celebrar les dues eleccions més importants de la prefectura de forma simultània. Matsui va defensar la seua posició argumentant que la doble jornada electoral suposaria un estalvi considerable per al contribuent. No obstant això, l'Asahi Shimbun va publicar que "allò només era una estratègia per a ajuntar eleccions i que així el PRO obtinguera la major qüantitat possible de vots". Mentres que el Mainichi Shimbun va criticar que allò era una ingerència entre administracions locals. Per la seua part, la comunitat empresarial va expressar el seu desig de continuar la "lluna de mel" de la col·laboració publicoprivada en un moment important a l'hora d'organitzar l'Exposició Universal de 2025 que se celebrarà a Osaka.

## Candidats
| Candidats a alcalde d'Osaka              |                                |
| Akira Yanagimoto                         | Ichirō Matsui                  |
| Independent                              | Partit de la Restauració       |
|                                          |                                |
| Membre del Consell Municipal (1999-2015) | Governador d'Osaka (2011–2019) |

## Resultats
El nombre de votants va ser de 2.189.852, resultant en una participació del 52,7; augmentant aquesta en un 2,19 percent respecte a les anteriors de 2015.
| Candidat | Candidat         | Partit                           | Percentatges | Percentatges |
| Candidat | Candidat         | Partit                           | Vots         | %            |
| -------- | ---------------- | -------------------------------- | ------------ | ------------ |
|          | Ichirō Matsui    | Partit de la Restauració d'Osaka | 660.819      | 58,1         |
|          | Akira Yanagimoto | Independent (PLD, KMT, PDG)      | 476.351      | 41,9         |